# Universidad Femenina del Sagrado Corazón
La Universidad Femenina del Sagrado Corazón (Unifé) es una universidad privada para mujeres ubicada en el distrito de La Molina, en la ciudad de Lima, capital del Perú.  Fue fundada el 24 de diciembre de 1962.

## Historia
Fue creada en Lima por religiosas de la Sociedad del Sagrado Corazón de Jesús, las cuales estuvieron presentes en la educación en Perú desde 1876. Esta casa de estudios fue autorizada por el Decreto Supremo 71, del 24 de diciembre de 1962, bajo el gobierno del general Ricardo Pérez Godoy. La gran particularidad de esta universidad era que estaba destinada solo a mujeres.
La Escuela de Postgrado se creó en 1971, iniciando sus actividades académicas con los programas de doctorado y maestría en Educación. Las maestrías en Psicología y en Filosofía fueron creadas en 1988, y el doctorado en Psicología en 1994. Las de creación más reciente han sido la maestría en Derecho Civil y la de Nutrición y Dietética.

## Organización

### Órganos de Gobierno
- Rectorado
- Vicerrectorado Académico
- Vicerrectorado de Investigación
- Dirección de la Escuela de Posgrado
- Secretaría General
- Dirección General de Administración

### Facultades
- Facultad de Arquitectura
- Facultad de Ciencias de la Educación
- Facultad de Derecho
- Facultad de Nutrición
- Facultad de Gestión Empresarial
- Facultad de Psicología y Humanidades
- Facultad de Traducción, Interpretación y Ciencias de la Comunicación

### Escuelas Profesionales
- Escuela de Administración de Negocios Internacionales
- Escuela de Arquitectura
- Escuela de Ciencias de la Comunicación
- Escuela de Contabilidad y Finanzas
- Escuela de Derecho
- Escuela de Educación Especial
- Escuela de Educación Inicial
- Escuela de Educación Primaria
- Escuela de Ingeniería de Sistemas y Gestión de Tecnologías de Información
- Escuela de Nutrición y Dietética
- Escuela de Psicología
- Escuela de Traducción e Interpretación
- Escuela de Complementación en Educación

### Departamentos
- Departamento de Arquitectura
- Departamento de Ciencias de la Educación
- Departamento de Ciencias y Administración
- Departamento de Ciencias Jurídicas
- Departamento de Filosofía y Teología
- Departamento de Idiomas y Ciencias de la Comunicación
- Departamento de Psicología

### Centros
- Centro de Investigación
- Centro de Proyección Social
- Centro de Extensión Universitaria y Educación Continua

### Órganos de Apoyo Académico
- Secretaria Académica
- Biblioteca
- Centro de Orientación de las Estudiantes
- Asesoría Académica de Actividades
- Centro de Idiomas
- Centro Preuniversitario
- Oficina de Admisión

### Régimen Económico y Administrativo
- Oficina de Personal
- Oficina de Economía
- Oficina de Servicios Administrativos

### Órganos de Apoyo Institucional
- Bienestar Universitario
- Centro de Informática
- Imagen Institucional y Relaciones Públicas
- Pastoral Universitaria
- Estudios Generales

## Maestrías y Doctorados

### Maestrías
- Maestría en Derecho Civil, con mención en Derecho de Familia.
- Maestría en Educación, con mención en: Tecnología Educativa; Docencia Universitaria; Problemas de Aprendizaje; Gestión Directiva Educacional; Autoevaluación, Acreditación y Certificación Profesional; Diseño y Gestión Curricular e Innovación del Aprendizaje.
- Maestría en Nutrición y Dietética, con mención en Ciencias de la Nutrición y Alimentación Humana.
- Maestría en Psicología, con mención en: Diagnóstico e Intervención Psicoeducativa; Psicología Clínica y de la Salud; Prevención e Intervención en Niños y Adolescentes; y Psicología Empresarial.

### Doctorados
- Doctorado en Educación.
- Doctorado en Psicología.

## Rankings académicos
En los últimos años, se ha generalizado el uso de rankings universitarios internacionales para evaluar el desempeño de las universidades a nivel nacional y mundial; siendo estos rankings clasificaciones académicas que ubican a las instituciones de acuerdo a una metodología científica de tipo bibliométrica que incluye criterios objetivos medibles y reproducibles, tomando en cuenta por ejemplo: la reputación académica, la reputación de empleabilidad para los egresantes, la citas de investigación a sus repositorios y su impacto en la web. Del total de 92 universidades licenciadas en el Perú, la Universidad Femenina del Sagrado Corazón se ha ubicado regularmente dentro del tercio medio a nivel nacional en determinados rankings universitarios internacionales.